# Новоандрієвська сільська рада
Новоандрі́євська сільська рада (рос. Новоандреевский сельский совет) — сільське поселення у складі Бурлинського району Алтайського краю Росії.
Адміністративний центр та єдиний населений пункт — село Новоандрієвка.

## Населення
Населення — 248 осіб (2019; 354 в 2010, 505 у 2002).